# SLベンフィカB
スポルト・リジュボア・イ・ベンフィカB（Sport Lisboa e Benfica "B"）は、ポルトガル・リスボンに本拠地を置くSLベンフィカのリザーブチームである。現在はリーガ・ポルトゥガル2に在籍している。ベンフィカ・カンプスをホームスタジアムとしてリーグ戦を戦っている。
1999年に設立され、2006年にいったん解散したが、2012年のリーガ・デ・オンラ（2部）の改革に合わせて再設立された。リーガ・デ・オンラは2011-12シーズンまで16クラブ制だったが、2012-13シーズンより22クラブ制となり、16クラブ+前年度のプリメイラ・リーガ（1部）上位6クラブのBチームで構成されている。

## 歴史
若手選手の出場機会の増加を目的として1999年に設立され、1999-2000シーズンにはセグンダ・ディヴィゾン（3部相当）に初参加して13位となった。2001-02シーズンに監督を務めたアントニオ・ヴェローゾはかつてベンフィカで400試合以上に出場したディフェンダーであり、ポルトガル代表としても40試合に出場している。息子のミゲル・ヴェローゾはスポルティングの下部組織からプロデビューしている。セグンダ・ジヴィゾンで3シーズンプレーしたが、2001-02シーズンは18位でIIIディヴィゾン（4部相当）降格となった。IIIディヴィゾンでも3シーズンプレーし、2004-05シーズンに優勝してセグンダ・ディヴィゾン昇格を果たした。2006年5月、クラブの首脳陣はベンフィカBの廃止を決定し、かつて参加していたリザーブリーグ（リーガ・インテルカラル）に復帰した。リザーブリーグでは2010-11シーズンに南地区2位となったのが最高成績である。
リーガ・デ・オンラは2011-12シーズンまで16クラブ制だったが、ポルトガルサッカー連盟 (FPF) は2012-13シーズンより22クラブ制とし、1シーズンの試合数を30試合から42試合に増やすことを発表した。若手選手の出場機会の増加を目的とし、増やされる6枠は各クラブのBチームに充てられることが決定し、2011-12シーズン終了までにプリメイラ・リーガの7クラブがBチームのリーガ・デ・オンラ参加に興味を示した。この7クラブの中から、2011-12シーズンのリーグ戦で1位から6位となったFCポルト、ベンフィカ、SCブラガ、スポルティングCP、CSマリティモ、ヴィトーリア・ギマランイスが選ばれた。リーグ登録料は5万ユーロであり、(1)そのクラブの下部組織で育成され、(2)15歳から21歳までの年齢の選手を最低10人登録しなければいけない、という規則が定められた。23歳を超える選手の出場は3人まで許されている。また、上位でシーズンを終えてもプリメイラ・リーガに昇格することはできないこと、タッサ・デ・ポルトガルやタッサ・ダ・リーガには出場できないことも規定された。

## 過去の成績
| シーズン  | リーグ                   | 順位 | 試 | 勝 | 分 | 敗 | 得 | 失 | 点 |
| --------- | ------------------------ | ---- | -- | -- | -- | -- | -- | -- | -- |
| 1999-2000 | セグンダ・ディヴィゾンB  | 13位 | 38 | 14 | 6  | 18 | 53 | 49 | 48 |
| 2000-01   | セグンダ・ディヴィゾンB  | 9位  | 38 | 14 | 11 | 13 | 58 | 57 | 57 |
| 2001-02   | セグンダ・ディヴィゾンB  | 18位 | 38 | 11 | 11 | 16 | 35 | 42 | 44 |
| 2002-03   | テルセイラ・ディヴィゾン | 3位  | 34 | 14 | 14 | 6  | 47 | 25 | 56 |
| 2003-04   | テルセイラ・ディヴィゾン | 5位  | 34 | 15 | 8  | 11 | 63 | 48 | 53 |
| 2004-05   | テルセイラ・ディヴィゾン | 1位  | 34 | 21 | 9  | 4  | 71 | 29 | 72 |
| 2005-06   | セグンダ・ディヴィゾン   | 11位 | 30 | 11 | 8  | 11 | 40 | 40 | 41 |
| 2012-13   | セグンダ・リーガ         | 7位  | 42 | 15 | 17 | 10 | 71 | 54 | 62 |
| 2013-14   | セグンダ・リーガ         | 5位  | 42 | 20 | 10 | 12 | 77 | 56 | 70 |
| 2014-15   | セグンダ・リーガ         | 6位  | 46 | 22 | 11 | 13 | 81 | 60 | 77 |
| 2015-16   | リーガプロ               | 19位 | 46 | 15 | 10 | 21 | 59 | 64 | 55 |
| 2016-17   | リーガプロ               | 4位  | 42 | 18 | 9  | 15 | 56 | 58 | 63 |
| 2017-18   | リーガプロ               | 13位 | 38 | 14 | 7  | 17 | 54 | 60 | 49 |
| 2018-19   | リーガプロ               | 4位  | 34 | 15 | 7  | 12 | 47 | 42 | 52 |
| 2019-20   | リーガプロ               | 14位 | 24 | 7  | 7  | 10 | 31 | 35 | 28 |
| 2020-21   | リーガ・ポルトガル2      | 8位  | 34 | 12 | 8  | 14 | 52 | 43 | 44 |

## 歴代監督
| 名前                          | 国籍             | 就任           | 退任           | 試合 | 勝 | 分 | 負 | 得点 | 失点 | 得失点 | 備考          |
| ----------------------------- | ---------------- | -------------- | -------------- | ---- | -- | -- | -- | ---- | ---- | ------ | ------------- |
| アラン・マレイ                | イングランドの旗 | 1999年         | 1999年11月     | 9    | 4  | 0  | 5  | 13   | 12   | 044.44 | [ 6 ] [ 7 ]   |
| ジョゼ・モライス              | ポルトガルの旗   | 1999年11月     | 2001年         | 67   | 24 | 17 | 26 | 98   | 94   | 035.82 | [ 8 ] [ 9 ]   |
| アントニオ・ヴェローゾ        | ポルトガルの旗   | 2001年6月9日   | 2002年         | 38   | 11 | 11 | 16 | 35   | 42   | 028.95 | [ 10 ] [ 11 ] |
| カルロス・ゴメス              | ポルトガルの旗   | 2002年         | 2004年7月      | 68   | 28 | 24 | 16 | 107  | 72   | 041.18 | [ 12 ] [ 13 ] |
| ジョアン・サントス            | ポルトガルの旗   | 2004年         | 2006年         | 64   | 32 | 17 | 15 | 111  | 69   | 050.00 | [ 14 ] [ 15 ] |
| ルイス・ノルトン・デ・マトス  | ポルトガルの旗   | 2012年5月4日   | 2013年5月30日  | 42   | 15 | 17 | 10 | 71   | 54   | 035.71 | [ 16 ] [ 17 ] |
| エウデル・クリストヴァン      | ポルトガルの旗   | 2013年7月3日   | 2018年5月12日  | 224  | 93 | 49 | 82 | 340  | 309  | 041.52 | [ 19 ] [ 20 ] |
| ブルーノ・ラージェ            | ポルトガルの旗   | 2018年7月1日   | 2019年1月3日   | 15   | 8  | 3  | 4  | 15   | 11   | 053.33 | [ 22 ] [ 23 ] |
| ネルソン・ヴェリッシモ (暫定) | ポルトガルの旗   | 2019年1月13日  | 2019年1月15日  | 3    | 0  | 1  | 2  | 5    | 7    | 000.00 | [ 24 ] [ 25 ] |
| レナト・パイヴァ              | ポルトガルの旗   | 2019年1月15日  | 2020年12月25日 | 58   | 21 | 12 | 25 | 84   | 85   | 036.21 | [ 26 ]        |
| ネルソン・ヴェリッシモ        | ポルトガルの旗   | 2020年12月15日 | 2021年12月18日 | 36   | 18 | 10 | 8  | 64   | 38   | 050.00 |               |
| パウロ・マテウス (暫定)       | ポルトガルの旗   | 2021年12月28日 | 2021年12月28日 | 1    | 0  | 0  | 1  | 1    | 2    | 000.00 |               |
| アントニオ・オリヴェイラ      | ポルトガルの旗   | 2022年1月5日   | 2022年5月13日  | 18   | 7  | 3  | 8  | 28   | 26   | 038.89 |               |
| ルイス・カストロ              | ポルトガルの旗   | 2022年6月2日   |                | 10   | 4  | 4  | 2  | 21   | 11   | 040.00 |               |